# Muskulatur

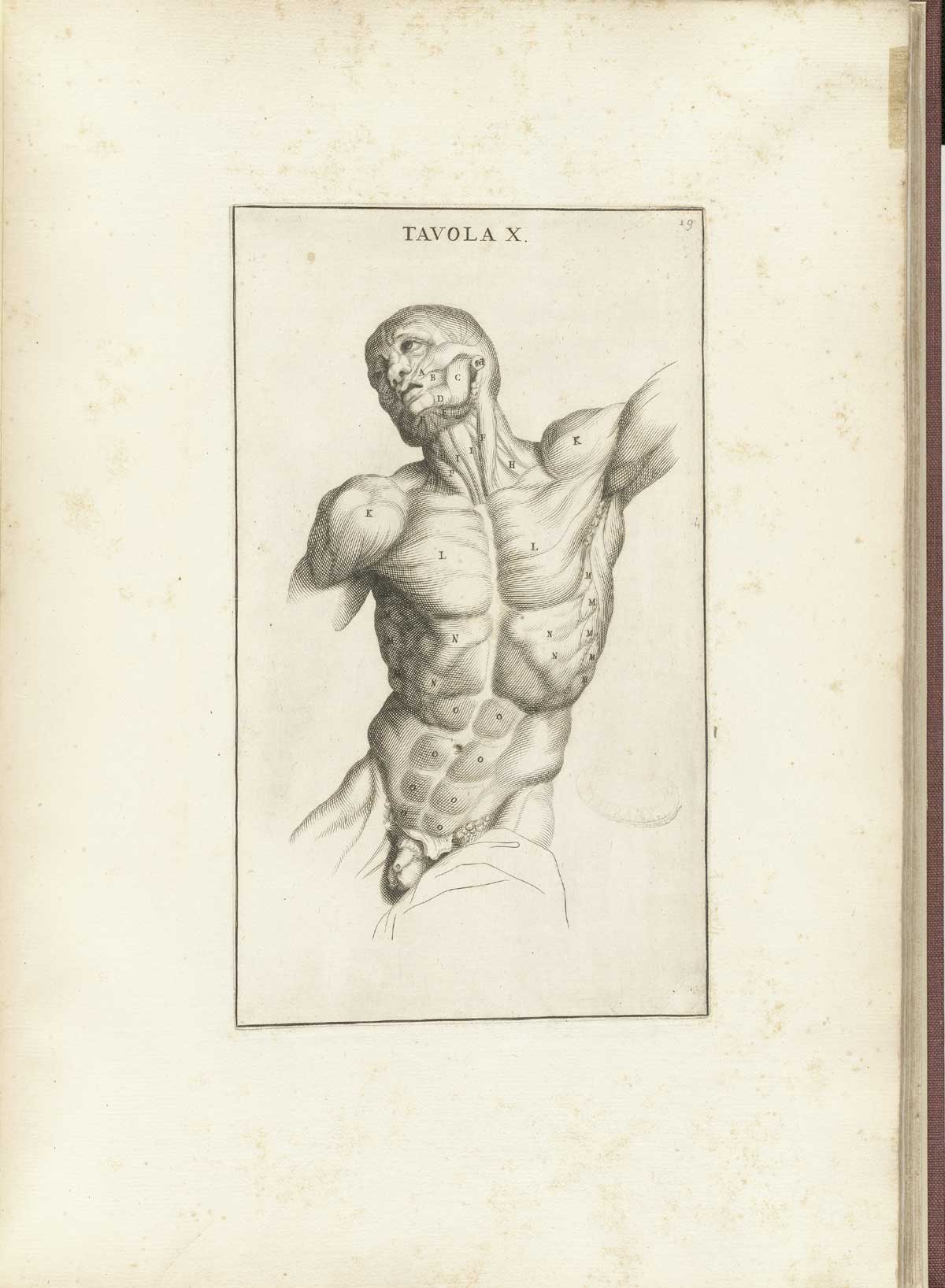
Die Muskulatur der Brust (Zeichnung von Bernardino Genga Anatomia per uso et intelligenza del disegno ricercata non solo su gl’ossi, e muscoli del corpo humano)

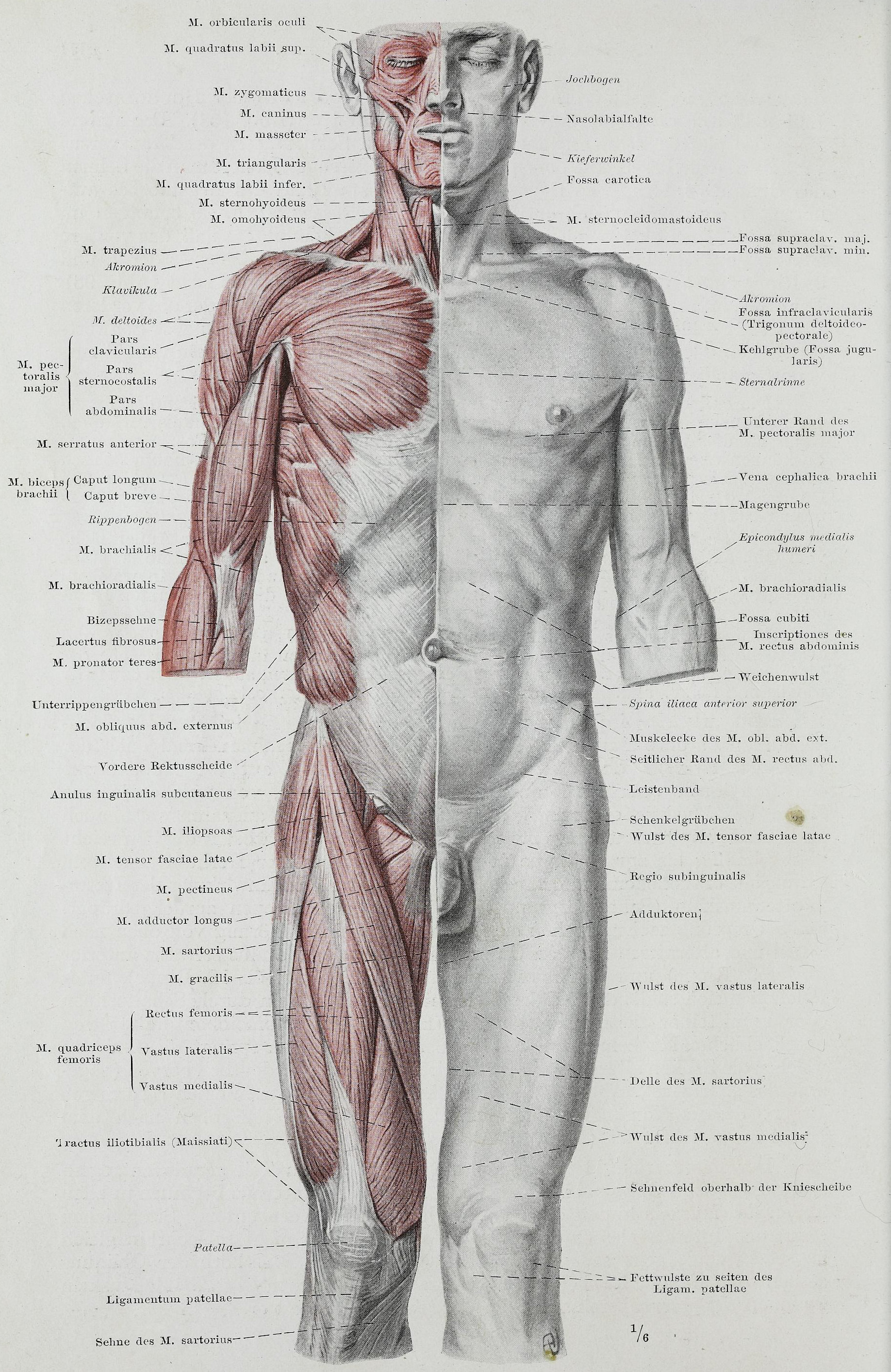
Muskeltorso aus dem Lehrbuch der Anatomie von Hermann Braus (1921). Links: Oberflächliche Muskelschicht. Rechts: Hautrelief.

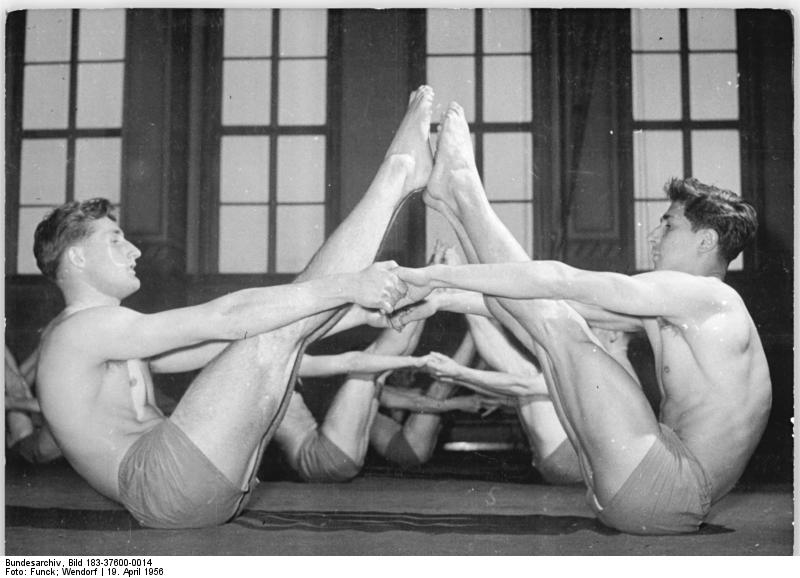
Sportstudenten der Deutschen Hochschule für Körperkultur (DHfK), Leipzig, April 1956

Die Muskulatur ist ein Organsystem in Gewebetieren und bezeichnet eine Gesamtheit von Muskeln. Der Begriff bezieht sich z. B. bei den Bezeichnungen Bauchmuskulatur oder Rückenmuskulatur auf die Muskelgruppen des jeweiligen Körperabschnitts und ihre Wechselwirkung. 
Ein Muskel (lateinisch musculus ‚Mäuschen‘, mittelhochdeutsch auch mūs – ein angespannter Muskel sieht unter der Haut wie eine Maus aus) ist ein kontraktiles Organ, welches durch die Abfolge von Kontraktion und Relaxation innere und äußere Strukturen des Organismus bewegen kann. Diese Bewegung ist sowohl die Grundlage der aktiven Fortbewegung des Individuums und der Gestaltveränderung des Körpers als auch vieler innerer Körperfunktionen. Die Lehre von den Muskeln nennt man Myologie.
Die grundlegende Einteilung der Muskulatur bei Säugetieren einschließlich des Menschen erfolgt über den histologischen Aufbau und den Mechanismus der Kontraktion. Demnach unterscheidet man glatte Muskulatur und quergestreifte Muskulatur. Letztere lässt sich weiter in die Herzmuskulatur und die Skelettmuskulatur unterteilen. Weitere Unterscheidungsmöglichkeiten ergeben sich durch die Form, die Fasertypen und funktionelle Aspekte (siehe unten). Das einem Muskel zugrundeliegende Gewebe ist das Muskelgewebe, welches aus charakteristischen Muskelzellen besteht. Beim Skelettmuskel werden die Muskelzellen als Muskelfasern bezeichnet.

## Muskelarten im Vergleich
|                        | Glatte Muskulatur               | Herzmuskulatur                      | Skelettmuskulatur                    |
| ---------------------- | ------------------------------- | ----------------------------------- | ------------------------------------ |
| Aufbau                 |                                 |                                     |                                      |
| • motorische Endplatte | keine                           | keine                               | ja                                   |
| • Fasern               | fusiform, kurz (<0,4 mm)        | verzweigt                           | zylindrisch, lang (<15 cm)           |
| • Mitochondrien        | wenige                          | viele                               | wenige bis viele (je nach Muskeltyp) |
| • Zellkerne/Faser      | 1                               | 1                                   | viele                                |
| • Sarkomere            | keine                           | ja, max. Länge 2,6 µm               | ja, max. Länge 3,7 µm                |
| • Synzytium            | nein (Einzelzellen)             | nein (aber funktionelles Synzytium) | ja                                   |
| • sarkopl. Retikulum   | wenig entwickelt                | mäßig entwickelt                    | stark entwickelt                     |
| ATPase                 | wenig                           | mittel                              | viel                                 |
| Funktion               |                                 |                                     |                                      |
| • Schrittmacher        | spontan aktiv (langsam)         | ja (schnell)                        | nein (benötigt Nervenreiz)           |
| • Reizantwort          | abgestuft                       | „Alles-oder-Nichts“                 | „Alles-oder-Nichts“                  |
| • tetanisierbar        | ja                              | nein                                | ja                                   |
| • Arbeitsbereich       | Kraft/Längen-Kurve ist variabel | im Anstieg der Kraft/Längen-Kurve   | am Maximum der Kraft/Längen-Kurve    |
| Reizantwort            |                                 |                                     |                                      |

## Histologie
Die Bezeichnung der zytologischen Strukturen der Muskelzellen unterliegt einer für die Muskulatur spezifischen Nomenklatur und unterscheidet sich deshalb teilweise von der anderer Zellen:
| Muskelzelle                  | andere Zellen des Organismus        |
| ---------------------------- | ----------------------------------- |
| Sarkoplasma                  | Zytoplasma                          |
| sarkoplasmatisches Retikulum | glattes Endoplasmatisches Retikulum |
| Sarkosom                     | Mitochondrium                       |
| Sarkolemm(a)                 | Zellmembran                         |

- Skelettmuskeln sind die willkürlich steuerbaren Teile der Muskulatur und gewährleisten die Beweglichkeit. Sie heißen auch gestreifte – bzw. quergestreifte Muskeln, da ihre Myofibrillen im Gegensatz zu den glatten Muskeln ganz regelmäßig angeordnet sind und dadurch ein erkennbares Ringmuster aus roten Myosinfilamenten und weißen Aktinfilamenten erzeugen. Sämtliche Skelettmuskeln werden der somatischen Muskulatur zugeordnet.
- Der Herzmuskel arbeitet rhythmisch, kann nicht krampfen, hat ein eigenes Erregungsleitungssystem, kann spontan depolarisieren, enthält die kardiale Isoform des Troponin I und T. Er weist die Querstreifung von Skelettmuskeln auf, ist allerdings unwillkürlich in erster Linie über den Sinusknoten gesteuert und stellt somit eine eigene Muskelart dar.
- Die glatte Muskulatur ist nicht der bewussten Kontrolle unterworfen, sondern vom vegetativen Nervensystem innerviert und gesteuert. Dazu zählt zum Beispiel die Muskulatur des Darms. Sämtliche glatte Muskeln werden der viszeralen Muskulatur zugeordnet.

Die gestreifte Muskulatur stammt von den Myotomen der Somiten der Leibeswand ab, die glatte aus dem Mesoderm der Splanchnopleura, sodass diese auch als Eingeweidemuskulatur bezeichnet wird. Im Bereich des Kopfdarms wird die viszerale Muskulatur von den Hirnnerven innerviert und ist quergestreift, während die restliche Eingeweidemuskulatur aus glatten Muskelfasern besteht.

### Andere Kategorisierungsmöglichkeiten
Ein Muskel lässt sich auf verschiedene Weise einordnen, wobei diese Einteilung nicht direkt und eindeutig ist. Oft überschneiden sich die Eigenschaften. Je nach Blickwinkel werden sie durch ihre Zellstruktur, Form oder Funktion unterschieden. Weiterhin lassen sich Typen von Muskelfasern unterscheiden, die in einem Muskel vermischt vorkommen.
Anatomisch
- Ringmuskel

Beispiele: Ziliarmuskel zur Verformung der Linse des Auges, Schließmuskeln um After, Mund, Auge, Blasenausgang und Magenausgang (Pylorus)
- Hohlmuskel

Beispiele: Speiseröhre, Magen, Darm, Herz
- spindelförmige Muskeln

Beispiel: Musculus soleus
- federförmige Muskeln
- mehrbäuchige Muskeln

Beispiel: Musculus rectus abdominis
- mehrköpfige Muskeln

Beispiele: Musculus biceps brachii, Musculus triceps brachii und Musculus quadriceps femoris
Unterteilt wird auch in:
Zytologisch (s. o.) und Funktional (s. u.)

### Einteilung der Muskelfasertypen

#### Nach Enzymaktivität
- Typ-I-Fasern: SO (englisch slow oxidative fibers = ‚langsame oxidative Fasern‘)
- Typ-II-Fasern:
  - Typ-II-A-Fasern: FOG (engl. fast oxydative glycolytic fibers = ‚schnelle oxidative/glykolytische Fasern‘)[2]
  - Typ-II-X-Fasern: FG (engl. fast glycolytic fibers = ‚schnelle glykolytische Fasern‘). Man unterscheidet je nach Tierart verschiedene Typen (B oder C).

#### Nach Kontraktionseigenschaft
Extrafusale Fasern (auch twitch fibers = ‚Zuckungsfasern‘) (Arbeitsmuskulatur)
- ST-Fasern (engl. slow twitch fibers = ‚langsam zuckende Fasern‘) sind sehr ausdauernd, entwickeln allerdings nicht hohe Kräfte (entspricht SO).
- Intermediärtyp (entspricht FOG)
- FT-Fasern (engl. fast twitch fibers = ‚schnell zuckende Fasern‘) können hohe Kräfte entwickeln, ermüden aber sehr schnell (entspricht FG).
- Tonusfasern können nur eine langsame, wurmförmige Kontraktion ausüben. Sie kommen selten, beispielsweise in den äußeren Augenmuskeln, im Musculus tensor tympani und in Muskelspindeln, vor.

Intrafusale Fasern (Muskelspindeln) dienen als Dehnungsrezeptoren und zur Einstellung der Empfindlichkeit der Muskelspindeln.

#### Nach Farbe
- Rote Muskeln (entspricht SO)
- Weiße Muskeln (entspricht FG)
  - Haben in vielen Tieren (nicht aber beim Menschen) wegen des niedrigen Myoglobingehalts eine helle Farbe.

Das Verhältnis der Zusammensetzung eines Skelettmuskels aus verschiedenen Muskelfasertypen ist weitestgehend genetisch bestimmt und ist durch ein gezieltes Ausdauer- beziehungsweise Krafttraining begrenzt veränderbar. Dieses verändert nicht das Verhältnis zwischen Typ-I- und Typ-II-Fasern, aber wohl das zwischen Typ-II-A und Typ-II-X. Aus vielen II-X-Fasern werden II-A-Fasern gebildet (z. B. im Musculus trapezius bei Krafttraining Gehalt an II-A von 27 % auf bis zu 44 % aller Fasern). Die Verteilung der verschiedenen Muskelfasern in einem Muskel ist nicht homogen, sondern unterschiedlich an Ursprung, Ansatz bzw. im Inneren und an der Oberfläche des Muskels.

## Muskelkontraktion

### Beschreibung
Die Kontraktion ist ein mechanischer Vorgang, der durch einen Nervenimpuls ausgelöst wird. Dabei schieben sich Proteine (Aktin und Myosin) ineinander. Dieses wird durch schnell aufeinanderfolgende Konformationsänderungen der chemischen Struktur möglich, wodurch die Fortsätze der Myosinfilamente – vergleichbar mit schnellen Ruderbewegungen – die Myosinfilamente in die Aktinfilamente hineinziehen. Hört der Nerv auf, den Muskel mit Impulsen zu versorgen, erschlafft der Muskel, man spricht dann von Muskelrelaxation.

### Kontraktionsarten
Je nach Kraft- (Spannungs-) bzw. Längenänderung des Muskels lassen sich mehrere Arten der Kontraktion unterscheiden:
- isotonisch („gleichgespannt“): Der Muskel verkürzt sich ohne Kraftänderung.
- isometrisch („gleichen Maßes“): Die Kraft erhöht sich bei gleichbleibender Länge des Muskels (haltend-statisch). Im physikalischen Sinne wird keine Arbeit geleistet, da der zurückgelegte Weg gleich null ist.
- auxotonisch („verschiedengespannt“): Sowohl Kraft als auch Länge ändern sich. Das ist der häufigste Kontraktionstyp bei Alltagsbewegungen.

Aus diesen elementaren Arten der Kontraktion lassen sich komplexere Kontraktionsformen zusammensetzen. Sie werden im alltäglichen Leben am häufigsten benutzt. Das sind z. B.
- die Unterstützungszuckung: erst isometrische, dann isotonische Kontraktion. Beispiel: Anheben eines Gewichtes vom Boden und anschließendes Anwinkeln des Unterarms.
- die Anschlagszuckung: erst isotonische, dann isometrische Kontraktion. Beispiel: Kaubewegung, Ohrfeige.

Hinsichtlich der resultierenden Längenänderung des Muskels und der Geschwindigkeit, mit der diese erfolgt, lassen sich Kontraktionen z. B. folgendermaßen charakterisieren:
- isokinetisch („gleich schnell“): Der Widerstand wird mit einer gleich bleibenden Geschwindigkeit überwunden.
- konzentrisch: der Muskel überwindet den Widerstand und wird dadurch kürzer (positiv-dynamisch, überwindend). Die intramuskuläre Spannung ändert sich, und die Muskeln verkürzen sich.
- exzentrisch: ob gewollt oder nicht, der Widerstand ist größer als die Spannung im Muskel, dadurch wird der Muskel gedehnt (negativ, dynamisch, nachgebend). Es kommt zu Spannungsänderungen und Verlängerung/Dehnung der Muskeln.

## Aufbau und Funktion der quergestreiften Skelettmuskulatur

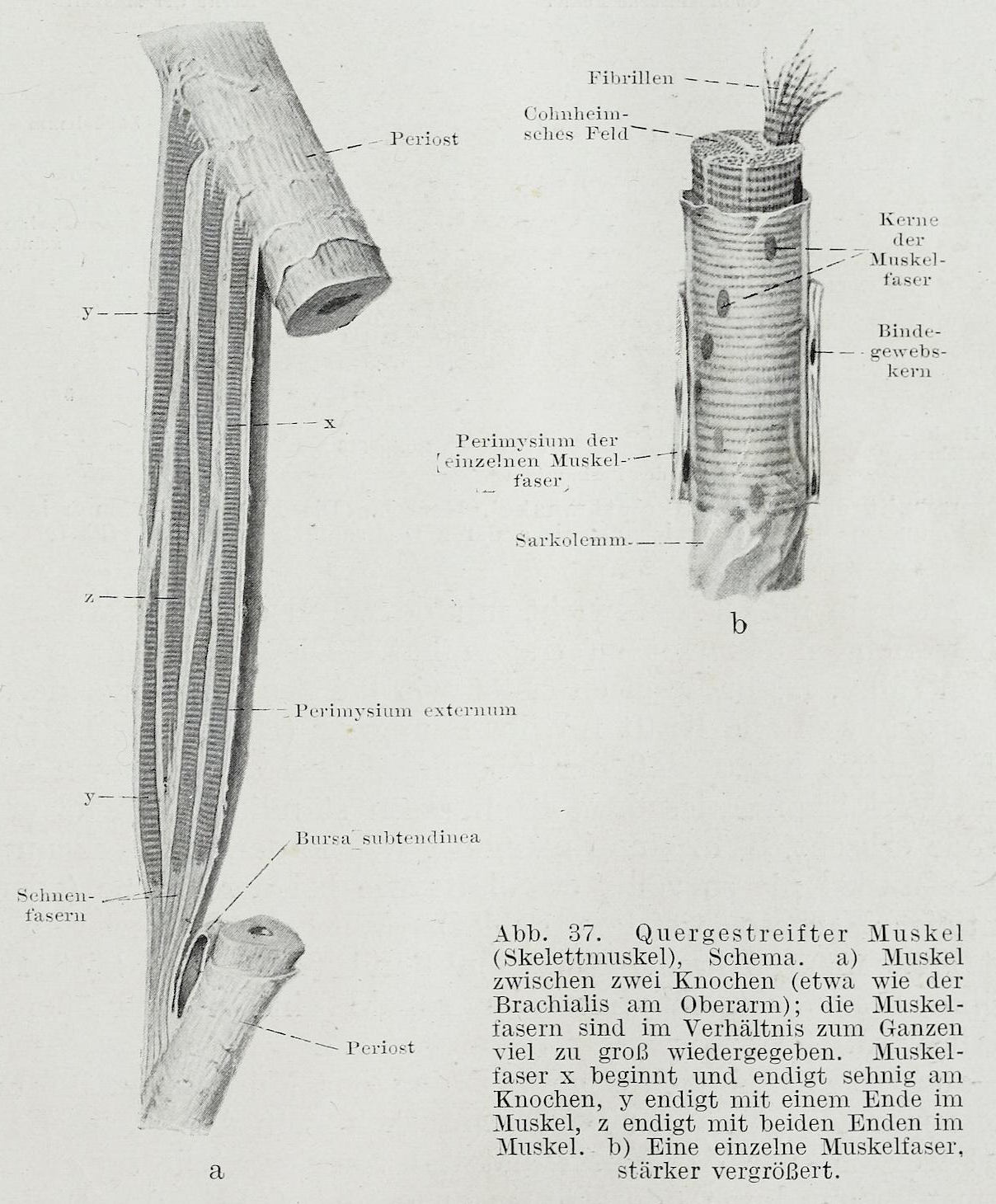
Schemazeichnung nach dem M. brachialis am Oberarm (a). Die Muskelfasern sind verhältnismäßig viel zu groß wiedergegeben. Muskelfaser x beginnt und endigt sehnig am Knochen, y endigt mit einem Ende im Muskel, z endigt mit beiden Enden im Muskel. b: Eine einzelne Muskelfaser, stark vergrößert. Aus: Braus 1921, S. 63.

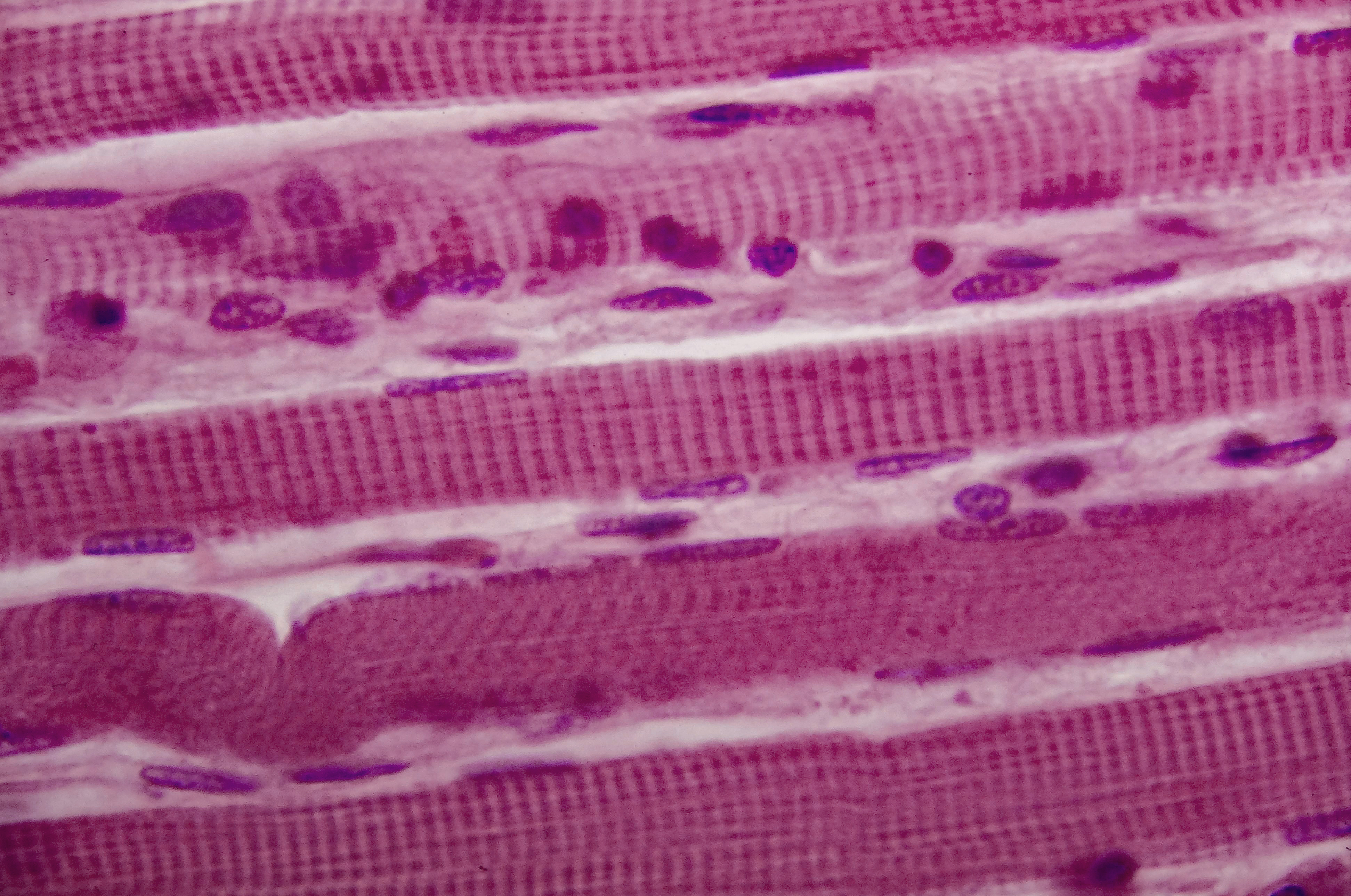
Lichtmikroskopisches Längsschnittbild quergestreifter Skelettmuskelfasern (Paraffinschnitt, Hämatoxylin-Eosin-Färbung)

Schematischer Aufbau eines Skelettmuskels

Jeder Muskel ist von einer elastischen Hülle aus Bindegewebe (Faszie) ummantelt, die mehrere Fleischfasern (auch Sekundärbündel) umschließt, welche wiederum mit Bindegewebe (Perimysium externum und Epimysium) umschlossen und zusammengehalten werden, das von Nerven und Blutgefäßen durchsetzt ist und sich an der Faszie befestigt. Jede Fleischfaser unterteilt sich in mehrere Faserbündel (auch Primärbündel), die zueinander verschiebbar gelagert sind, damit der Muskel biegsam und anschmiegend ist. Diese Faserbündel sind eine Vereinigung von bis zu zwölf Muskelfasern, die durch feines Bindegewebe mit Kapillargefäßen vereint sind.
Aktiv wird der Muskel, indem er sich anspannt (Kontraktion), anschließend wieder entspannt, eine Bewegung und eine Kraft ausübt. Eine Muskelkontraktion wird von elektrischen Impulsen (Aktionspotentialen) ausgelöst, die vom Gehirn oder Rückenmark ausgesandt und über die Nerven weitergeleitet worden sind.
Bei der Muskelfaser handelt es sich um ein Syncytium, das heißt um eine Zelle, die aus mehreren determinierten Vorläuferzellen (Myoblasten) entsteht und daher mehrere Kerne enthält. Die Muskelfaser kann eine beachtliche Länge von mehr als 30 cm und ungefähr 0,1 Millimeter Dicke erreichen. Sie ist teilungsunfähig, was der Grund ist, warum bei einem Verlust der Faser kein Ersatz nachwachsen kann und bei Muskelzuwachs sich lediglich die Faser verdickt. Das heißt, dass von Geburt an die Obergrenze der Muskelfasern festgelegt ist. Neben den üblichen Bestandteilen einer tierischen Zelle machen hauptsächlich Myofibrillen, das sind feinste Fäserchen, zu etwa 80 Prozent die Fasermasse aus. Die Membranhülle von Muskelfasern nennt man Sarkolemma.

### Funktionelle Einteilung der Skelettmuskulatur
Im Hinblick auf ihre Zusammenarbeit werden Muskeln in gegenspielende und zusammenwirkende unterteilt. Agonisten (Spieler) und Antagonisten (Gegenspieler) haben zueinander eine entgegengesetzte Wirkung. Synergisten dagegen haben eine gleiche oder ähnliche Wirkung und arbeiten deshalb bei vielen Bewegungsabläufen zusammen.
Beispiel: Antagonisten: Bizeps und Trizeps;
Beispiel: Synergisten: für Liegestütze braucht man den Trizeps und die Brustmuskeln (pectoralis major, - minor).
- Muskeln, die Extremitäten an den Körper heranziehen, heißen Adduktoren (Anzieher), ihre Antagonisten, die Abduktoren (Abzieher), sorgen dafür, dass die Extremitäten vom Körper abgespreizt werden.

Beispiel: äußere und innere Muskeln des Oberschenkels, mit welchen man die Beine spreizen und zusammenführen kann.
- Flexoren (Beuger) dagegen knicken Finger und Zehen ein, ihre Antagonisten sind die Extensoren (Strecker).
- Rotatoren (führen Drehbewegungen aus, z. B. des Unterarmes oder des Kopfes).

### Skelettmuskulatur des Menschen

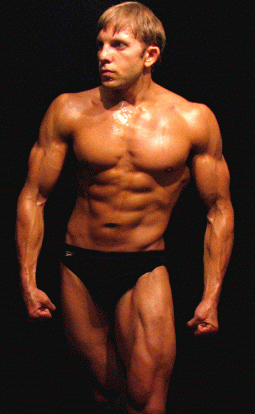
Bodybuilder

Jeder gesunde Mensch besitzt 656 Muskeln, wobei diese beim Mann etwa 40 %, bei der Frau etwa 32 % der Gesamtkörpermasse ausmachen, die Muskulosität hängt insgesamt aber von der Lebensweise ab.
Der flächenmäßig größte Muskel des Menschen ist der Große Rückenmuskel (Musculus latissimus dorsi), der dem Volumen nach größte Muskel ist der Musculus gluteus maximus (größter Gesäßmuskel), der stärkste der Kaumuskel (Musculus masseter), der längste der Schneidermuskel (Musculus sartorius), die aktivsten die Augenmuskeln und der kleinste der Steigbügelmuskel (Musculus stapedius). Aufgrund des Umfangs mechanischer Arbeit, die die Muskeln leisten müssen, sind sie neben dem Nervensystem einer der Hauptabnehmer von Körperenergie (siehe Muskelarbeit und Muskelleistung).

#### Postnatale Entwicklung
Beim Neugeborenen ist die Muskulatur im Rumpf weiter entwickelt als die in den Extremitäten. Der Muskelanteil beträgt etwa 21 Prozent des Körpergewichts. Während des Wachstums nimmt die Muskelmasse beim Mann etwa um das 32,8-Fache zu, die Gesamtkörpermasse jedoch nur etwa um das 19,4-Fache. Bei Männern schließt die Entwicklung der Muskulatur im Zeitraum zwischen dem 23. und dem 27. Lebensjahr ab, bei Frauen zwischen dem 19. und 23. Lebensjahr. Die Muskelmasse beim Mann liegt bei etwa 37–57 %, während sie bei der Frau etwa 27–43 % beträgt.
| Alter    | Mann  | Frau  |
| -------- | ----- | ----- |
| 10–19 a  | 43–57 | 35–43 |
| 20–49 a  | 40–54 | 31–39 |
| 50–100 a | 37–48 | 27–34 |

Im höheren Alter geht die Entwicklung der Muskeln zurück zu einem Zustand ähnlich dem vor der vollständigen Ausbildung. Dies betrifft also vor allem einen Abbau der Muskeln in den Beinen.

### Physiologische Muskelinsuffizienz
Aufgrund seiner mikroskopischen Anatomie kann sich ein Muskel weder vollkommen zusammenziehen (das Sarkomer kann sich nur um ca. 30 % verkürzen), noch unbegrenzt dehnen (das Sarkomer würde ansonsten reißen). Daraus ergeben sich zwei verschiedene Formen physiologischer Insuffizienz eines Muskels:
- Aktive Muskelinsuffizienz tritt auf, wenn der Agonist nicht mehr weiter kontrahieren kann, weil er schon maximal kontrahiert ist.
- Passive Muskelinsuffizienz tritt auf, wenn der Agonist nicht weiter kontrahieren kann, da sein Antagonist bereits maximal gedehnt ist.

Bei zweigelenkigen Muskeln ist es möglich, der Muskelinsuffizienz (bezüglich der Muskelwirkung auf ein Gelenk) entgegenzuwirken, indem man den Muskel im anderen Gelenk dehnt (bzw. den Antagonisten verkürzt). So wirkt beispielsweise der Musculus biceps brachii bezüglich seiner Beugekraft im Ellbogengelenk stärker, wenn der Arm retrovertiert ist (also das Ellenbogengelenk hinter dem Körper), da nun der aktiven Insuffizienz des Muskels durch Dehnung im Schultergelenk (der lange Bizepskopf überzieht beide Gelenke) entgegengewirkt wird.

### Erkrankungen und Verletzungen der Skelettmuskulatur
| - Botulismus - Makrophagische Myofasciitis (Muskelschwächeerkrankung durch einwandernde Makrophagen) - Muskelatrophie (Muskelschwund) - Muskelbruch (Hernie) - Muskeldystrophie - Muskelfaserriss - Muskelhärte (Myogelose) - Muskelverhärtung - Muskelhartspann (Myosklerose, Muskelhypertonus) - Muskelkater - Muskelkrampf - Muskelprellung - Muskelverkalkung - Muskelzerrung | - muskuläre Dysbalance - Myalgie (Muskelschmerz) - Myasthenie (Muskelschwäche) - Myoklonie - Myokymie - Myopathie - Parese - Plegie (Paralyse) - Rhabdomyolyse - Spastik - Die Kontraktur ist eine Versteifung eines Gelenks infolge einer Verkürzung der Muskeln und Sehnen, z. B. verursacht durch Immobilisation, lange Ruhigstellung, fehlendes Muskelspiel unter anderem bei Nervenschädigungen und schließlich Schäden im Gelenkspalt. Durch die längere Inaktivität kommt es zunächst zum Muskelabbau. |  |

Siehe auch:
- Muskelfunktionstest, Sehnenentzündung, Sehnenriss, Sehnenzerrung